# Kazenga LuaLua
Kazenga LuaLua (Kinshasa, 1990. december 10. –) kongói labdarúgó, középpályás. Jelenleg a Luton Town játékosa.
Bátyja Lomana LuaLua is profi labdarúgó, aki a török Karabüksporban játszik.